# 第二世界

冷戰期間，紅色所示為共產主義陣營，橘色所示為社會主義陣營

第二世界（英語：Second World）是一個用來描述國際社會主義及共產主義體系的概念，在冷戰時期開始使用，用來和資本主義的第一世界區別。

## 歷史
第三世界的說法於1950年代開始廣為人們接受後，第一世界、第二世界的說法也應運而生；後者通常指冷戰時期以蘇聯為首的东方集团，以及一些在世界其他地區陸續建立的共產主义政權，例如蒙古人民共和國、古巴、剛果人民共和國等。这个含义在1980年代末期東歐劇變、1991年苏联解体後逐渐退出历史舞台。尽管如此，即使在1950年代至1991年苏联解体之前，第二世界概念甚少包括亚洲的中華人民共和國和越南，通常认为他们属于第三世界。
根据毛泽东在1970年代提出的三个世界的划分，「第二世界」是指政經實力介於美蘇兩大「超級強權（Superpowers）」和第三世界之间的一些工業化国家，包括歐洲共同體、澳洲、加拿大和日本等。毛的這種說法直接反駁了較早將中華人民共和國包含在以蘇聯為首的集團之內的看法，反映出自1950年代末期以來雙方關係惡化的戰略轉變。
1991年苏联解体后，第二世界的说法逐渐退出历史舞台，同时第一世界的代稱也开始囊括所有的发达国家。
目前第一世界、第二世界、第三世界的划分并不十分明确。第三世界通常指发展中国家，第一、第二世界這兩個名詞則甚少被使用。

### 类似
- 三个世界理论